# 비비에나
비비에나 (Bibbiena) 이탈리아 토스카나주의 아레초도에 위치한 코무네 (지방자치단체)이며 카센티노 계곡에서 가장 규모가 크다. 피렌체에서 약 60 킬로미터 (37 mi), 아레초에서 약 30 킬로미터 (19 mi), 시에나에서 약 60 킬로미터 (37 mi), 라베르나 성에서 약 20 킬로미터 (12 mi) 거리에 있다.

## 지리
비비에나는 발다르노를 거쳐 피사 인근 티레니아해로 흘러가는 아르노강의 상류가 흐르는, 카센티노 계곡의 중심부에 위치해 있다. 비비에나는 아레초주의 북쪽에 자리잡고 있고, 해발 425m 높이에, 아레초로부터 서쪽으로 약 30km 거리에 있다. 북쪽으로는 에밀리아로마냐주 (포를리체세나도의 바뇨디로마냐 지자체), 서쪽으로는 포피, 동쪽으로는 키우시, 남쪽으로는 카스텔포코냐노, 남서쪽에는 오르티냐노라졸로와 경계를 맞대고 있다.

## 역사
단테 및 아리오스토의 작품들에서 이미 언급된 바 있는, 비비에나는 거의 알려지지 않은 풍부한 예술적 그리고 문화적 명소들을 제공하고 있다. 중세부터 르네상스, 8세기부터 현재에 이르기까지, 비비에나는 여러 역사적 기념물들을 보유하고 있고, 그 중에 일부만 여기에서 언급되어 있다다
- '마촐레니 궁전'
- '니콜리니 궁전' - 시청사 및 카센티노 '피에로 알베르토니' 고고학 박물관가 위치
- '도비치 궁전' - 비비에나로 보통 알려진 베르나르도 도비치 추기경에 건립하다. 그는 비비에나 출신으로 조반니 디 로렌초 데 메디치 (후대의 교황 레오 10세)의 비서로 활동했다.

종교 건축물에는 다음을 포함한다:
- '산 로렌초' 교회 - 델로 로비아 화파의 유약을 칠한 테라코타 부조로 유명
- '피에베 디 산티폴리토' (과거 타를라티성의 예배당)
- '산 프란체스코 오라토리오'
- '산타 마리아 델 사소' 성소 - 카센티노 지역 내 가장 유명한 르네상스 건축물 중 하나.

르네상스 미술의 독특한 예시 중 하나인 산타 마리아 델 사소 성소는 비비에나 주거 지구에서 겨우 1km 떨어진 곳에 있다. 성당의 상단 중앙에는 비치 디 로렌초 (Bicci di Lorenzo)의 '바위 위의 성모'(Madonna del Sasso)가 작은 바위에 설치되어 있으며, 이 작은 바위 (Sasso, 사소)에서 이 수도원의 이름이 비롯했다. 이 바위를 주변으로 한 오래된 마리아 숭배는 건축가로 하여금 바위의 기단부를 낮은 지대에 위치한 작은 교회에 통합하도록 이끌었으며, 이 교회에는 도나텔로 화파의 목조 조각인 '마돈나 델 부이오'(Madonna del Buio, 어둠의 성모)가 안치되어 있다. 라폴리의 귀중한 그림을 교회의 3층에서 볼 수 있다. 교회 상단에는 프라 파올리노 델 시뇨라키오, 리고치, 루도비코 부티 등의 거대한 성모승천 그림이 존재한다. 마지막으로, 성가대석에는 프라 파올리노와 프라 바르톨로메오의 아순타 그림을 볼 수 있다.

## 인구

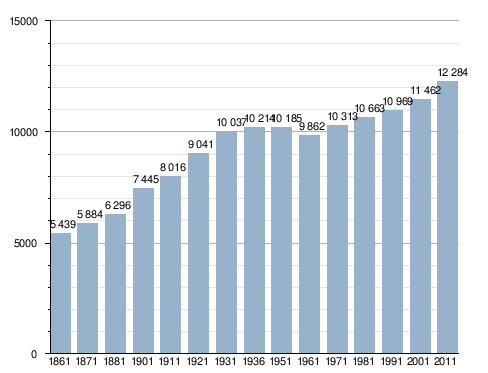

### 외국인
이탈리아 통계청의 2010년 12월 31일 자료에 따르면, 외국인 거주 인구는 2,104명이었다. 총 거주 인구 대비 비율을 기준으로 가장 많이 나타난 국적은 다음과 같다:
- 루마니아 1,249 9.81%
- 인도 194 1.52%
- 방글라데시 193 1.52%

### 전통 문화
매년, 비비에나에서는 '카르네발레 델라 메아' (Carnevale della Mea)로 알려진 오래된 카니발이 열리며, 이 카니발은 1337년까지 그 뿌리가 거슬러 올라고 메아 (mea)에 대한 중세 민중 전설과 연관성을 띤다. 카니발의 마지막 날인, 참회의 화요일에는 '아름다운 사과'라고 하는 전통적 회유의 의식이 열리는데, 이 기간에는 그 해 마을로 찾아오는 행운을 거둬들이기 위해 광장의 중심부에서 마을의 오래된 이들이 향나무를 태운다.

## 경제
과거 카센티노 직물 생산은 지역 경제에 중요한 역할을 했다.

## 자매 도시
- 프랑스 불라자크 1989년 이래
- 독일 옥센푸르트 2016년 이래